# Heteronympha nevina
Heteronympha nevina är en fjärilsart som beskrevs av Tindale 1953. Heteronympha nevina ingår i släktet Heteronympha och familjen praktfjärilar. Inga underarter finns listade i Catalogue of Life.